# Leurda (okręg Kluż)
Leurda – wieś w Rumunii, w okręgu Kluż, w gminie Cășeiu. W 2011 roku liczyła 70 mieszkańców.